# فرودگاه فورت سورن
فرودگاه فورت سورن (به انگلیسی: Fort Severn Airport) یک فرودگاه همگانی با کد یاتا YER است که یک باند فرود شن دارد و طول باند آن ۱۰۷۲ متر است. این فرودگاه در کشور کانادا قرار دارد و در ارتفاع ۱۶ متری از سطح دریا واقع شده است.